# 바덴바덴과 프라이부르크 남서독일 방송 교향악단

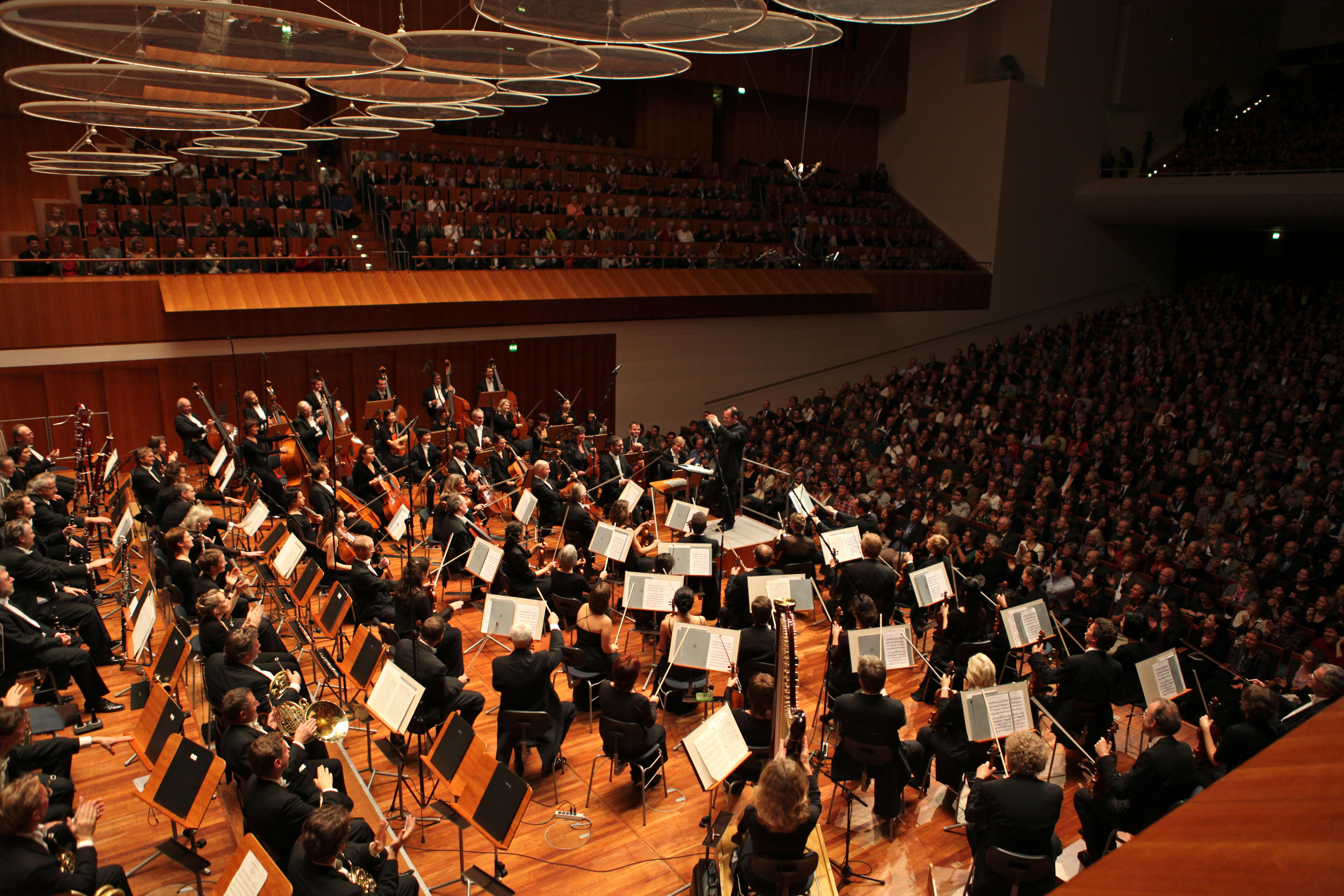

바덴바덴과 프라이부르크 남서독일 방송 교향악단(독일어: SWR Sinfonieorchester Baden-Baden und Freiburg)은 독일의 바덴바덴과 프라이부르크에 본거지를 두고 있는 남서독일방송(SWR) 소속의 관현악단이다. 남서독일 방송 교향악단이라는 약칭으로도 불리고 있다.

## 역사
1946년에 휴양지로 유명한 바덴바덴의 온천장에서 활동하던 교향악단이 전쟁과 운영난 등의 이유로 활동을 중단한 뒤, 그 도시를 본거지로 하던 남서독일 방송국이 해당 악단 단원들을 영입해 '남서독일 방송 필하모닉 오케스트라' 로 재창단했다. 악단의 모체가 된 온천장 관현악단도 비슷한 시기에 재창단 되었지만, 2년 뒤 마찬가지로 방송 관현악단에 흡수되었다. 이 시기에 나치스를 피해 망명한 오토 클렘페러 등의 지휘자들이 객원으로 출연하기도 했다.
1948년에는 악단 명칭을 '남서독일 방송 관현악단'으로 개칭했고, 동시에 한스 로스바우트를 초대 수석 지휘자로 발탁했다. 로스바우트는 현대 음악의 공연과 방송을 중시했던 방송국 음악 부장 하인리히 슈트로벨의 적극적인 지원으로 나치스 집권기에 연주가 금지되었던 많은 현대 작품을 연주 곡목에 적극 도입했다. 1950년에는 현대 음악을 집중적으로 다루는 도나우에싱엔 음악제의 상주 관현악단이 되었고, 지금도 계속 출연하면서 400여 곡에 이르는 초연작들을 공연한 기록을 남기고 있다. 이외에도 이고리 스트라빈스키가 자작곡을 직접 지휘해 공연하기도 했고, 피에르 불레즈도 1958년에 '상주 예술가' 자격으로 악단을 지휘한 바 있다.
로스바우트는 1962년 타계할 때까지 직책을 유지했고, 1964년에 후임으로 프랑스 출신 지휘자인 에르네스트 부르가 수석 지휘자로 임명되었다. 부르 역시 전임자와 마찬가지로 현대 음악의 공연을 중시했고, 독일 내 관현악단들 중 현대 음악에 정통한 악단으로서 해외에서도 차츰 명성을 얻게 되었다. 1966년에는 악단 명칭을 다시 '남서독일 방송 교향악단'으로 개칭했다.
부르가 1979년에 사임한 뒤에는 폴란드 지휘자인 카지미에슈 코르트가 이듬해에 직책을 이어받아 1986년까지 활동했다. 코르트는 쇼스타코비치 등 소련 작곡가들의 작품과 루토스와프스키, 구레츠키 등 자국 출신 현대 작곡가들의 작품을 적극적으로 공연했다. 코르트 후임으로는 미하엘 길렌이 수석 지휘자로 발탁되었고, 길렌 역시 전임자들과 마찬가지로 현대 음악을 적극적으로 다루면서 베토벤이나 브루크너, 말러 등의 기성곡도 현대적이고 참신한 접근으로 공연하고 녹음해 화제가 되었다. 길렌은 1999년에 퇴임한 뒤에도 악단을 계속 객원으로 지휘하고 있으며, 2002년에는 명예 지휘자 직함을 수여받기도 했다.
1999년에는 프랑스 출신 지휘자인 실뱅 캉브를랭이 수석 지휘자에 취임했고, 현재까지 재임 중이다. 캉브를랭은 하이든이나 모차르트 등의 고전 작품 연주와 베를리오즈나 메시앙 등 자국 작곡가 작품의 연속 공연 등을 기획해 공연하고 있다. 캉브를랭 외에도 길렌이나 한스 첸더 등의 지휘자들이 악단을 정기적으로 객원 지휘하고 있다.
창단 이래로 줄곧 바덴바덴을 거점으로 활동하고 있었지만, 1996년에 프라이부르크에 새로운 콘서트홀이 건립된 뒤 양대 도시를 모두 주요 활동 무대로 삼으면서 공식 명칭을 현재의 것으로 바꾸었다. 1998년에 소속 방송국인 남서독일 방송국이 슈투트가르트의 남독일 방송국과 통합된 뒤에는 슈투트가르트를 본거지로 하는 슈투트가르트 남서독일 방송 교향악단과 함께 해당 방송국의 대표 악단으로 활동하고 있으며, 두 악단의 명칭 경합을 막기 위해 슈투트가르트 소속 악단의 명칭에는 'Radio' 가 추가로 삽입되었다.
로스바우트 시대부터 현대 음악의 공연에 강세를 보이고 있기 때문에, 출반된 음반들의 대부분이 하르트만, 리게티, 노노, 치머만, 헨체, 림, 라헨만, 첸더, 윤이상 등 현대 작품들을 주로 담고 있다. 세계 초연의 실황을 담고 있는 귀중한 자료들도 많으며, 현대 음악 전문 음반사인 베르고와 밀접한 관계를 맺고 있다.
길렌 재임기에는 위에 서술한 것처럼 기성 작품의 녹음도 적극적으로 실시했고, 이들 녹음은 인터코드에서 집중적으로 발매되었다. 헨슬러에서 발매된 말러 교향곡 전집 역시 길렌 재임기에 완료되었으며, 아이브스나 불레즈, 쇤베르크, 베베른, 쿠르탁 등의 작품들을 과감히 커플링해 화제가 되기도 했다. 이외에도 첸더 역시 자작곡과 슈베르트 교향곡 전집 등을 녹음했으며, 캉브를랭도 헨슬러에서 메시앙과 베를리오즈 등의 작품으로 녹음 작업을 하고 있다.

## 역대 수석 지휘자
- 한스 로스바우트 (1948-1962)
- 에르네스트 부르 (1964-1979)
- 카지미에슈 코르트 (1980-1986)
- 미하엘 길렌 (1986-1999)
- 실뱅 캉브를랭 (1999-2011)
- 프랑수아-그자비에 로트 (2011-2016)
- 테오도르 쿠렌치스 (2018-현재)